# Semana Santa en Arenas
La Semana Santa es una fiesta de gran arraigo de la localidad de Arenas, en la provincia de Málaga. Este municipio se encuentra en la comarca de la Axarquía, a 10 kilómetros de Vélez-Málaga y a 15 de Torre del Mar, en la Costa del Sol Oriental. 
Las celebraciones principales de la Semana Santa de Arenas comienzan con la celebración de su pregón, que se realiza durante la Cuaresma, junto con la presentación del cartel anunciador de la fiesta. 
Ya durante la Semana Santa los actos principales son las procesiones que se realizan el Jueves Santo por la noche, el Viernes Santo por la tarde y el domingo de Resurrección por la mañana. Las imágenes religiosas principales son las siguientes:
- Nuestro Padre Jesús Nazareno y María Santísima de los Dolores. Son dos obras del escultor José Navas Parejo. Están datadas en los inicios de los años 1940 y se encuentran en la Parroquia de Santa Catalina Mártir de Arenas. Estas imágenes salen en procesión el Jueves Santo por la noche.
- Santo Cristo Crucificado. Es una imagen de los talleres de Olot, también realizada en la década de 1940. Esta imagen sale en Vía Crucis el Viernes Santo por la mañana y por la tarde procesiona en el Santo Sepulcro, junto con la Virgen de los Dolores.
- Santo Cristo Resucitado. Procesiona el domingo de Resurrección por la mañana.

Actualmente hay una cofradía que se encarga de la organización de estos eventos y que tiene su sede social en la Parroquia de Santa Catalina Mártir. Plaza Valle s/n. C.P. 29753 Arenas (Málaga).